# Tractatus Logico-Philosophicus
O Tractatus Logico-Philosophicus (latim para "Tratado Lógico-Filosófico") é o livro publicado pelo filósofo austríaco Ludwig Wittgenstein em sua vida. O projeto tinha um objetivo amplo - identificar a relação entre linguagem e realidade e para definir os limites da ciência [1] - e é reconhecido como uma obra filosófica importante do século XX. G.E. Moore originalmente sugeriu o título latino do trabalho como homenagem ao Tractatus Theologico-Politicus, obra do filósofo holandês Baruch Spinoza.[2]
Wittgenstein escreveu as notas para o Tractatus, enquanto ele era um soldado durante a Primeira Guerra Mundial e o completou quando estava como prisioneiro de guerra em Como e depois Cassino em agosto de 1918. [3] Foi publicado em alemão em 1921 como Logisch-Philosophische Abhandlung. O Tractatus foi influente, principalmente entre os positivistas lógicos do Círculo de Viena, tais como Rudolf Carnap e Friedrich Waismann.
O Tractatus emprega um estilo literário notoriamente austero e sucinto. O trabalho quase não contém argumentos como tal, mas, sim, consiste em sentenças declarativas que destinam-se a ser auto-evidentes. As declarações são hierarquicamente numeradas, com sete proposições básicas no nível primário (numeradas 1 a 7), com cada sub-nível sendo um comentário sobre ou elaboração da declaração no próximo nível mais elevado (por exemplo: 1, 1.1, 1.11, 1.12).
Obras posteriores de Wittgenstein, destacando-se a obra Investigações Filosóficas, publicada postumamente, criticaram muitas das ideias do Tractatus.